# 16 mm

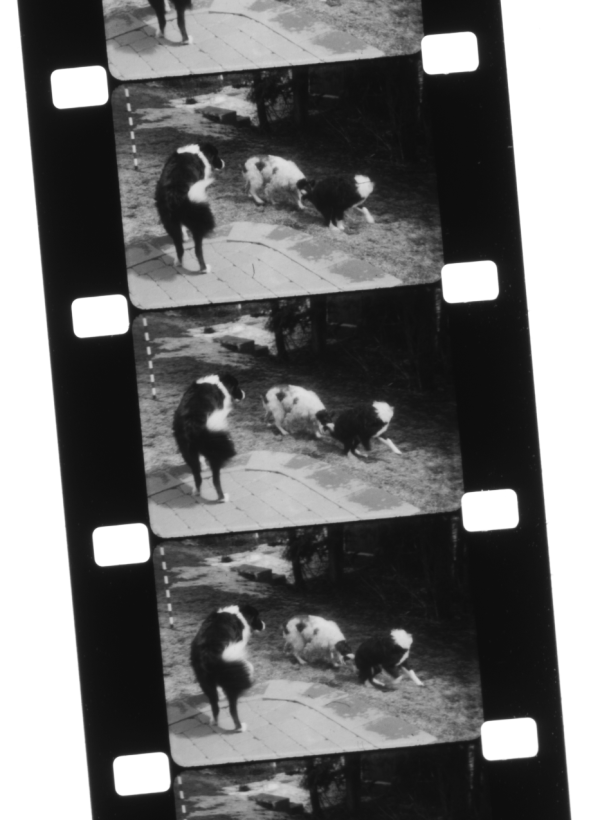
Película de 16 mm.

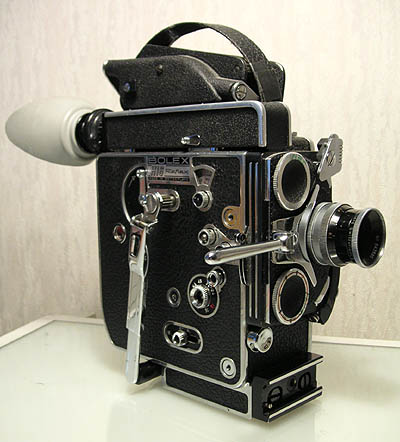
Câmara 16 mm marca Bolex.

16 mm é um formato ou bitola cinematográfica.
A resolução do filme 16 mm é de cerca de 3K (3 000 linhas horizontais).

## História
O filme 16 mm foi introduzido pela Kodak em 1923 para o mercado de cinema amador, doméstico. Terminou sendo, durante décadas, a bitola mais utilizada em documentários, filmes experimentais, filmes de treinamento e por cineastas independentes. O formato em 16 mm contribuiria de um modo decisivo para o futuro do cinema directo.
Durante muito tempo, cópias 16 mm de filmes rodados em 35 mm eram distribuídas no chamado circuito alternativo (cineclubes, escolas, sindicatos, grupos de estudo, etc). Com a popularização do vídeo a partir dos anos 1980, o interesse pelo formato praticamente deixou de existir, as cópias de filmes em 16 mm tornaram-se raras e o uso de projetores de 16 mm foi abandonado.

## Uso atual
Ainda hoje (2007), o 16 mm é utilizado como uma alternativa de captação de imagens de boa qualidade, mais barata e ágil que o 35 mm e com equipamento menos sofisticado que o vídeo digital, para algumas produções de publicidade, videoclipes, telefilmes e documentários. Graças ao formato Super-16, lançado no mercado em 1971, é também utilizado por algumas produções independentes para cinema, cujas cópias são feitas em 35 mm (por ampliação óptica ou digital) quando do seu lançamento comercial.

## Características da bitola
- largura do filme: 16 mm
- dimensões do fotograma: 10,26 x 7,49 mm
- proporção do fotograma: 1,37
- diagonal do fotograma: 12,70 mm
- distância entre fotogramas: 7,62 mm
- perfurações por fotograma: 1 (positivo) ou 1 + 1 (negativo)
- dimensões da perfuração: 1,83 x 1,27 mm
- espaço reservado ao som: 1,80 mm
- cadência de projeção: 24 qps ou 18,29 cm/s
- fotogramas em 1 m de filme: 131
- tempo de projeção de 100 m de filme: 9 min 6 s